# Lövsångaren 6

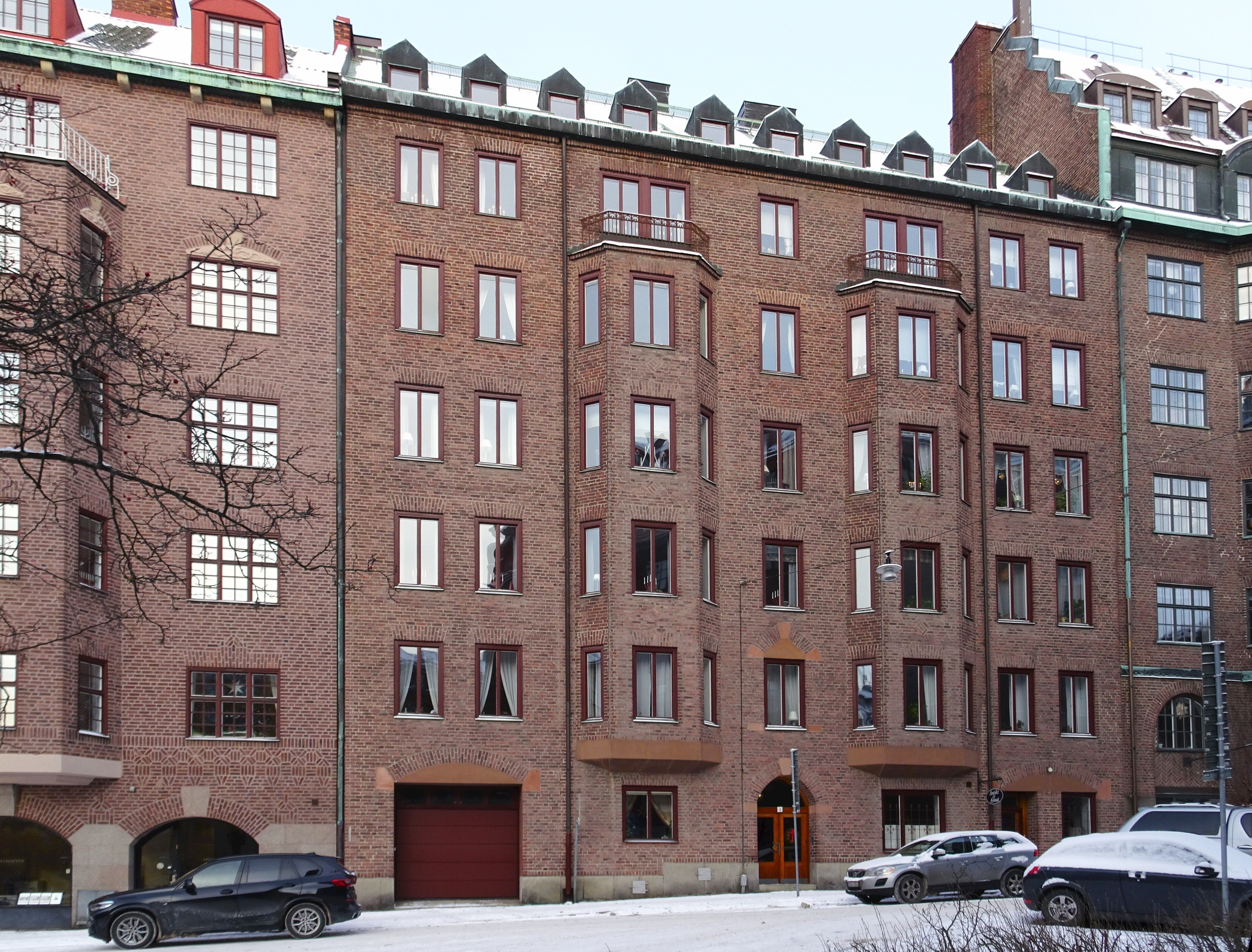
Lövsångaren 6, Östermalmsgatan 3, december 2022.

Lövsångaren 6 är en kulturhistoriskt värdefull bostadsfastighet i kvarteret Lövsångaren belägen vid hörnet Östermalmsgatan 3 (f.d. 86) i Lärkstaden på Östermalm i Stockholm. Byggnaden uppfördes 1912–1913 av byggmästaren Olof Knutsson Hellström som också var byggherre och arkitekt. Fastigheten grönmärktes 1995 av Stadsmuseet i Stockholm, vilket innebär "särskilt värdefull från historisk, kulturhistorisk, miljömässig eller konstnärlig synpunkt". Lövsångaren 6 ingår i ett område av Riksintresse för kulturmiljövården.

## Historik

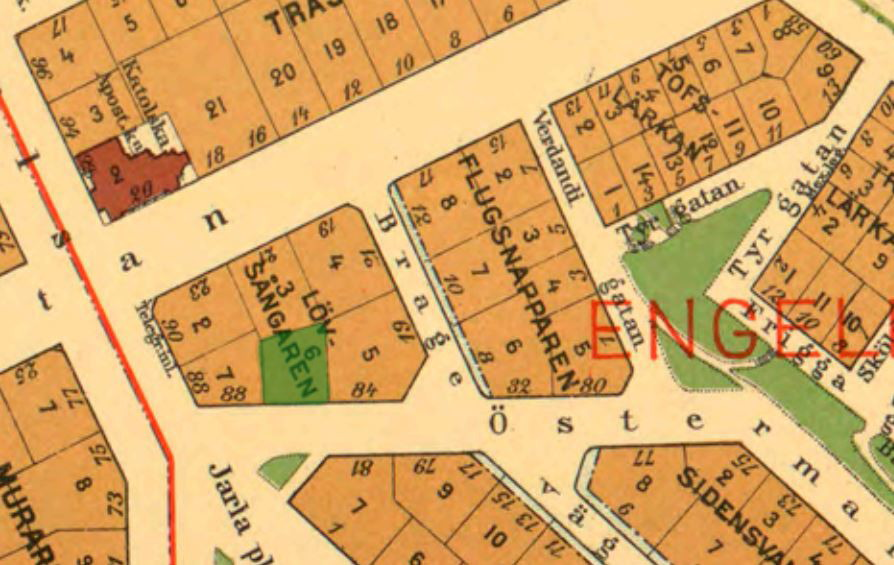
Lövsångaren 6 (grön), 1930.

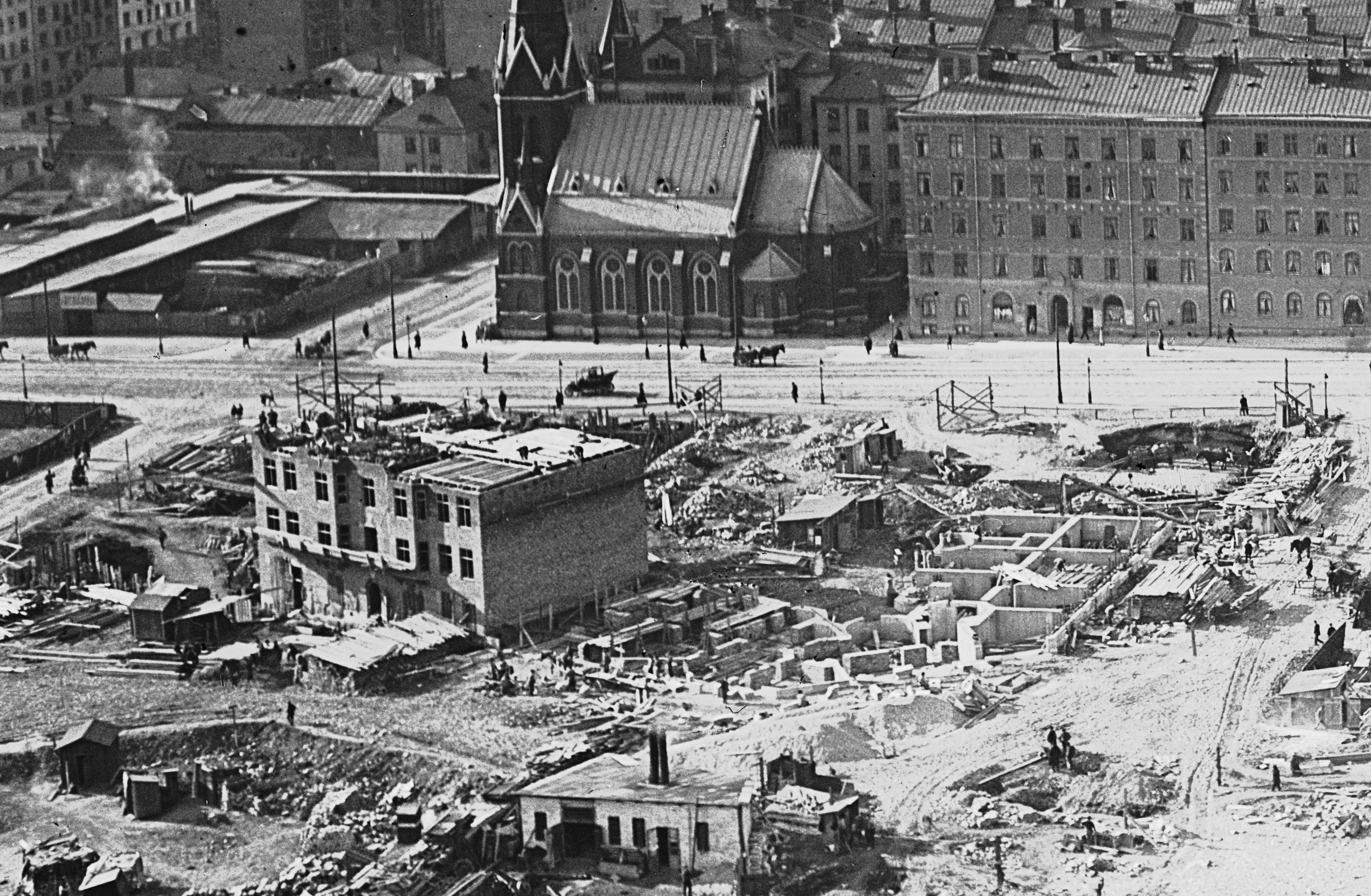
Byggarbeten i kvarteret Lövsångaren, 1912. Lövsångaren 6 har kommit längst. I bakgrunden går Odengatan.

Där kvarteret Lövsångaren utbreder sig idag låg de sista torrlagda resterna efter Träskfloden som var en gammal vattenförbindelse mellan Brunnsviken och Nybroviken. Redan på 1860-talet började Stockholms stadsplanerare genom Lindhagenplanen att skapa förutsättningarna för ny bebyggelse i denna del av staden och 1878 upprättades en översiktsplan för en framtida bebyggelse i Stockholms nordöstra delar. Planen bearbetades 1902 av stadsplanearkitekten Per Olof Hallman som anpassade den till områdets besvärliga topografiska förhållanden. Lövsångaren och Lärkstadens kvarter i söder och öster bildades 1908 i samband med en stadsplan för Eriksbergsområdet med omgivning som upprättats av stadsingenjören Gustaf von Segebaden. 
År 1911 började Stockholms stad försäljningen av byggtomter i det nybildade kvarteret Löfsångaren. En av de första köparna var byggmästaren Olof Knutsson Hellström vilken i november 1911 förvärvade tomten Lövsångaren nr 6. Den omfattade en areal om 582,8 kvadratmeter ”å fri och egen grund”, som det står på tomtkartan. Hellström kom även att rita huset medan Skånska Cementgjuteriet stod för konstruktionsritningarna. 
På ett fotografi taget 1912 från Engelbrektskyrkans torn av fotografen Axel Swinhufvud syns byggarbetsplatsen på kvarteret Lövsångaren. Byggnaden som med tre våningar har kommit längst är Lövsångaren 6, till höger följt av Lövsångaren 5 där arbetena med källaren pågår. Hellström byggde på spekulation och sålde egendomen direkt efter slutbesiktningen 1913 till en kamrer E. Lilja. Nuvarande (2022) ägare är Birgitta Braun.

## Byggnadsbeskrivning

### Exteriör

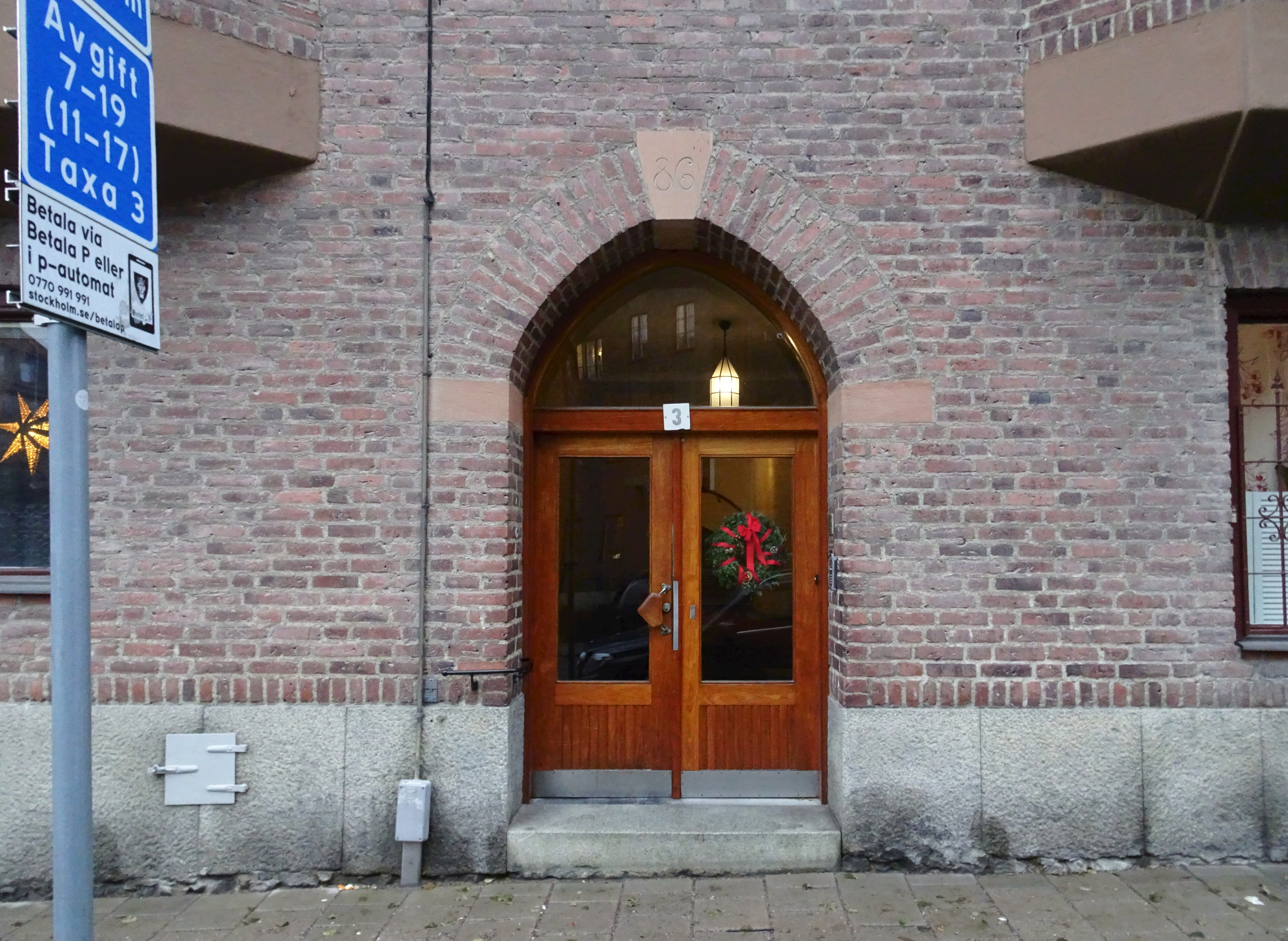
Entré Östermalmsgatan 3 (f.d. 86).

På grund av sitt geografiska läge, nära den gamla Träskfloden, var det upp till cirka sex meter ner till fast berg och byggnaden fick därför grundläggas på omfattande betongkonstruktioner som göts av Skånska Cementgjuteriet. Byggnaden restes i sex våningar med källare och en, till en början, oinredd vindsvåning. Fasaden mot gatan uppfördes av rött fogstruket (ut till fasadlivet fyllda tegelfogar) tegel på en sockel av granit. Fasaden fick en enkel, symmetrisk uppbyggnad med två balkongkrönta burspråk och huvudentrén mitt på huset. Gårdsfasaden gestaltades som bruklig enklare och putsades. 
Av tidiga fasadritningar framgår att byggnaden ursprungligen ritats med fem våningar och gatufasaden var tänkt att putsas och förses med diverse dekorativa utsmyckningar samt en rusticerade bottenvåning. Under projekteringens gång höjdes våningsantalet till sex och gatufasaden utfördes i tegel istället för puts. Val av rött tegel var ett önskemål från byggnadsnämnden som därmed ville anknyta till Engelbrektskyrkans fasadmaterial.

### Interiör
På bottenvåningen ritade Hellström butikslokaler med tillhörande kontor och lager samt två portvaktslägenheter. Våningsplanerna utfördes spegelvänd identiska med ett centralt placerat trapphus och en lägenhet till höger och vänster om trapphuset, den högra om fyra rum och kök den vänstra om fem rum och kök, totalt tio bostäder. Standarden var enkel; exempelvis fanns bara dusch i badrummen.
En omfattande ombyggnad och modernisering utfördes mellan 1959 och 1962 efter ritningar av arkitekt Sören Malm. I samband med den inreddes vinden med två lägenheter om tre rum och kök. På bottenvåningen revs en av butikerna för en infart till bilparkering på bakgården. Efter ombyggnaden bevarade interiören inte mycket av sitt ursprungliga utseende, förutom parkettgolv och någon enstaka glasad pardörr.

### Arkitektritningar från 1912 och 1913

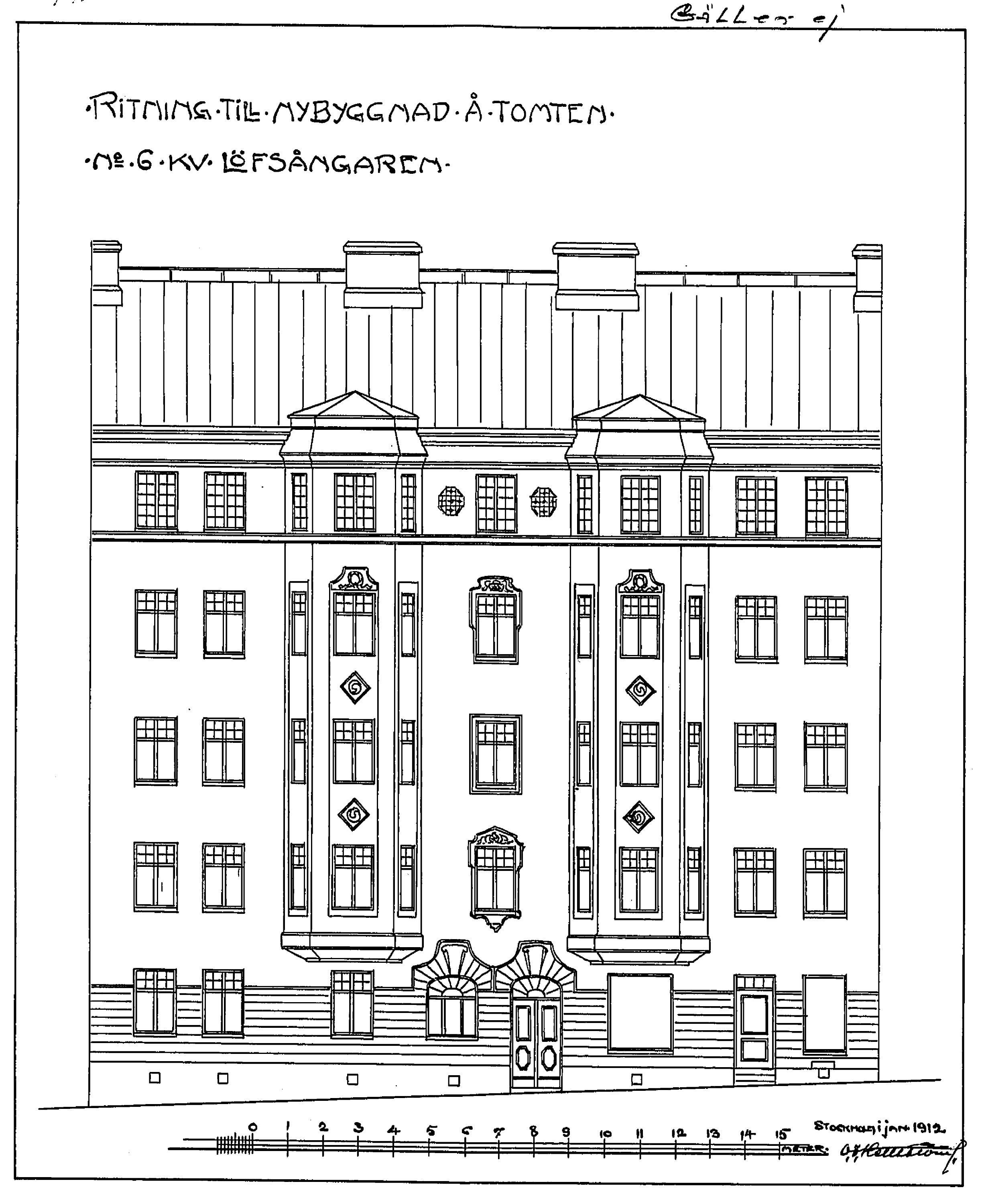
Putsfasad och fem våningar, 1912 (ej utförd).
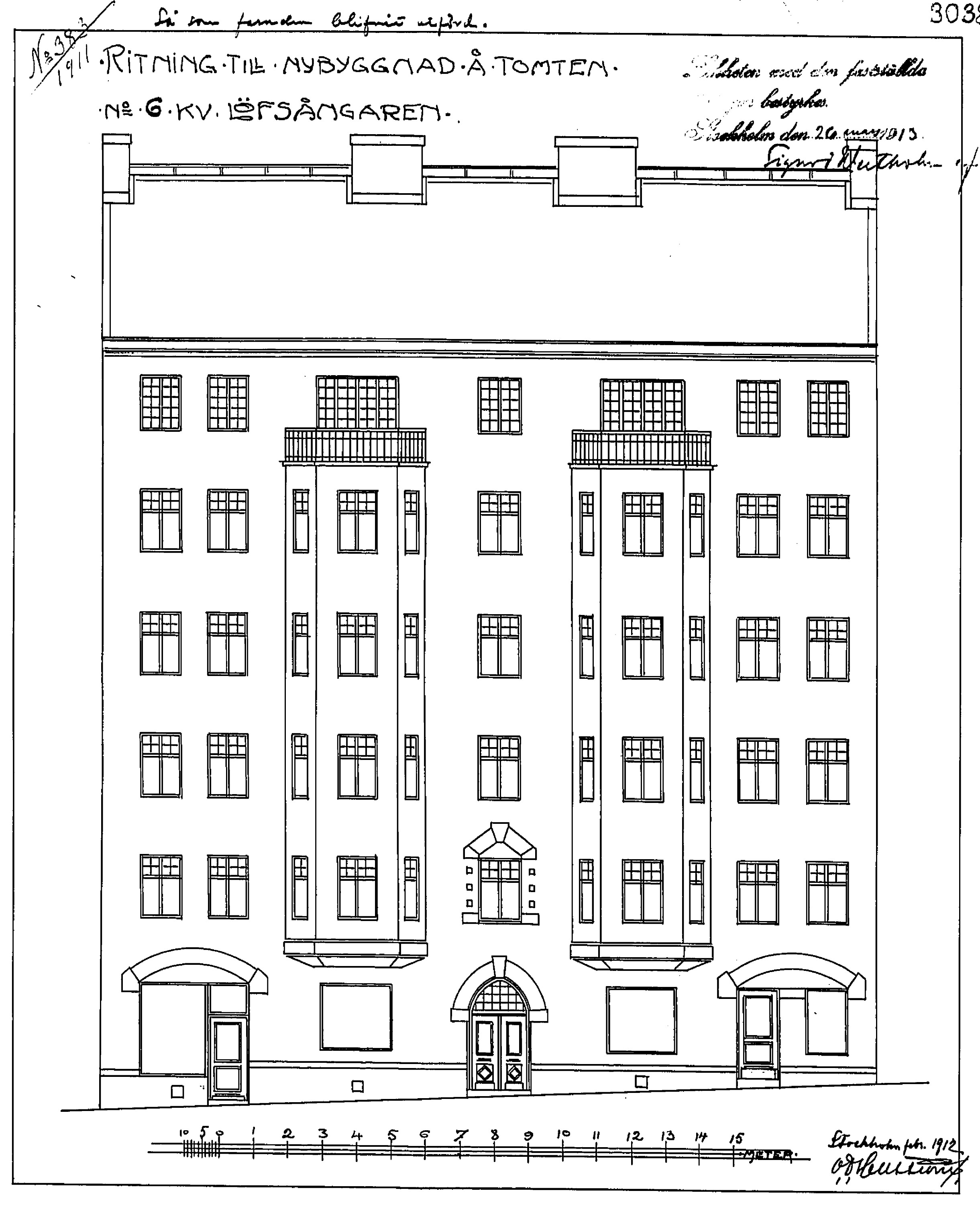
Tegelfasad och sex våningar, 1913 (utförd).
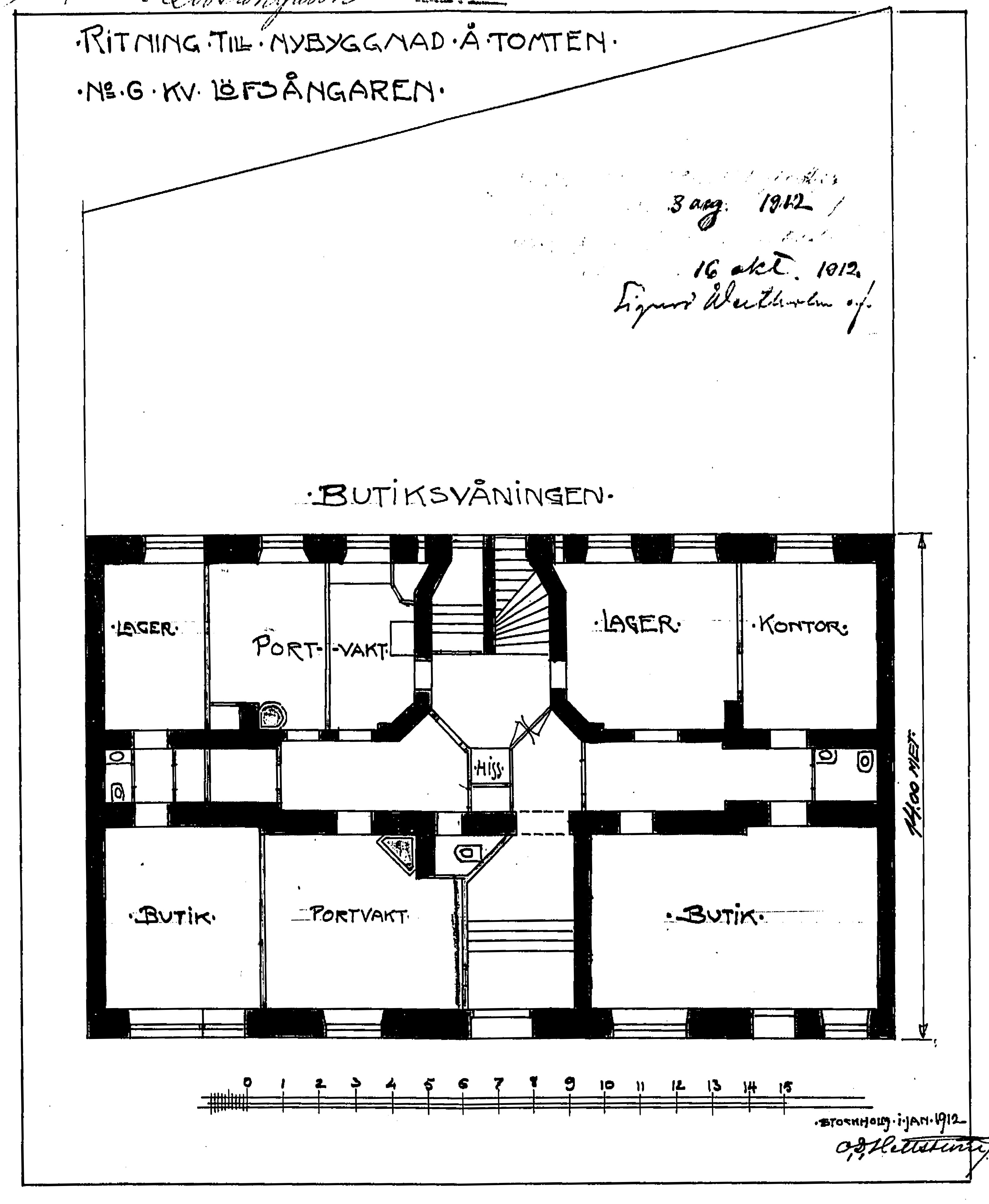
Butiksvåning.
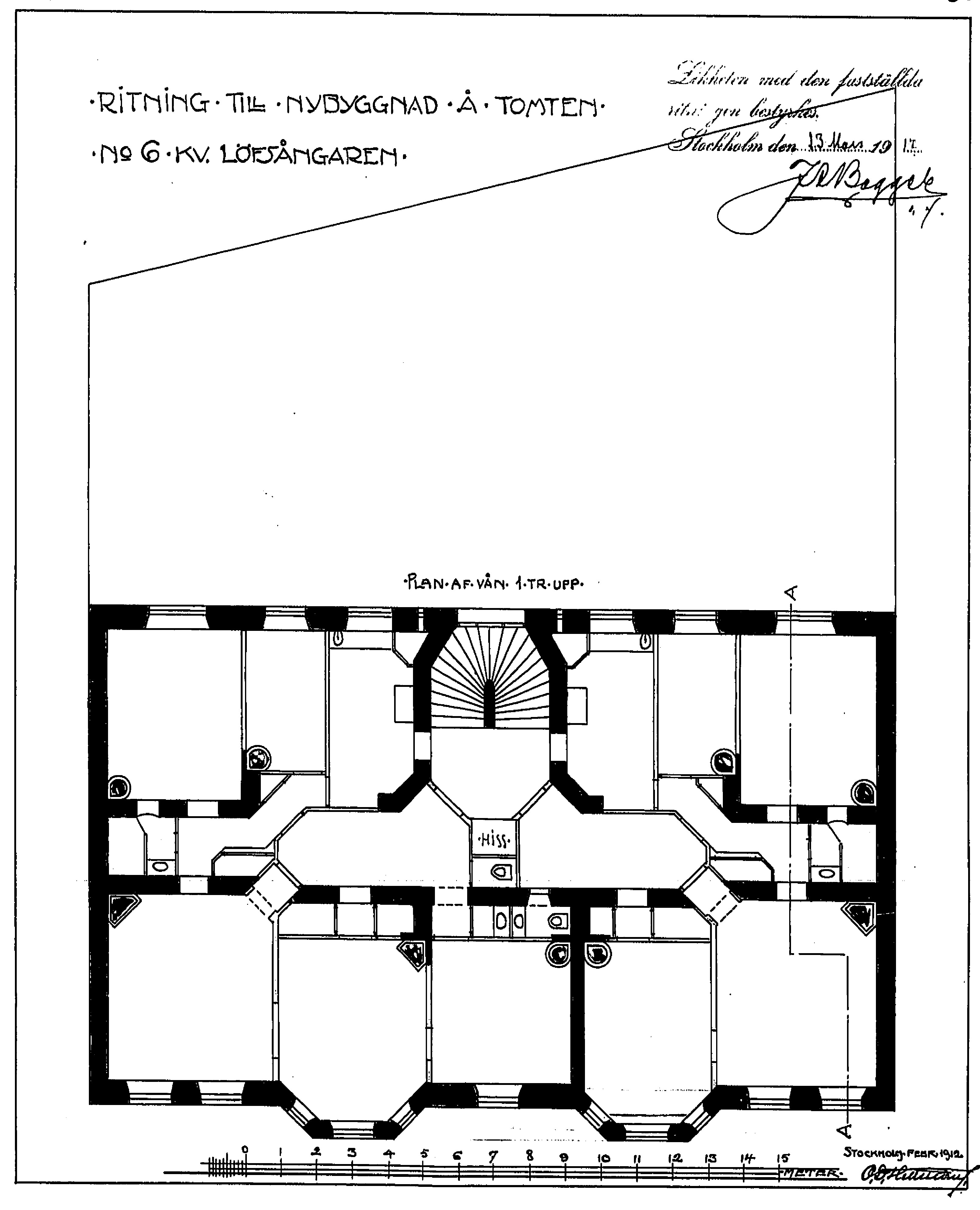
Våning 1 trappa.
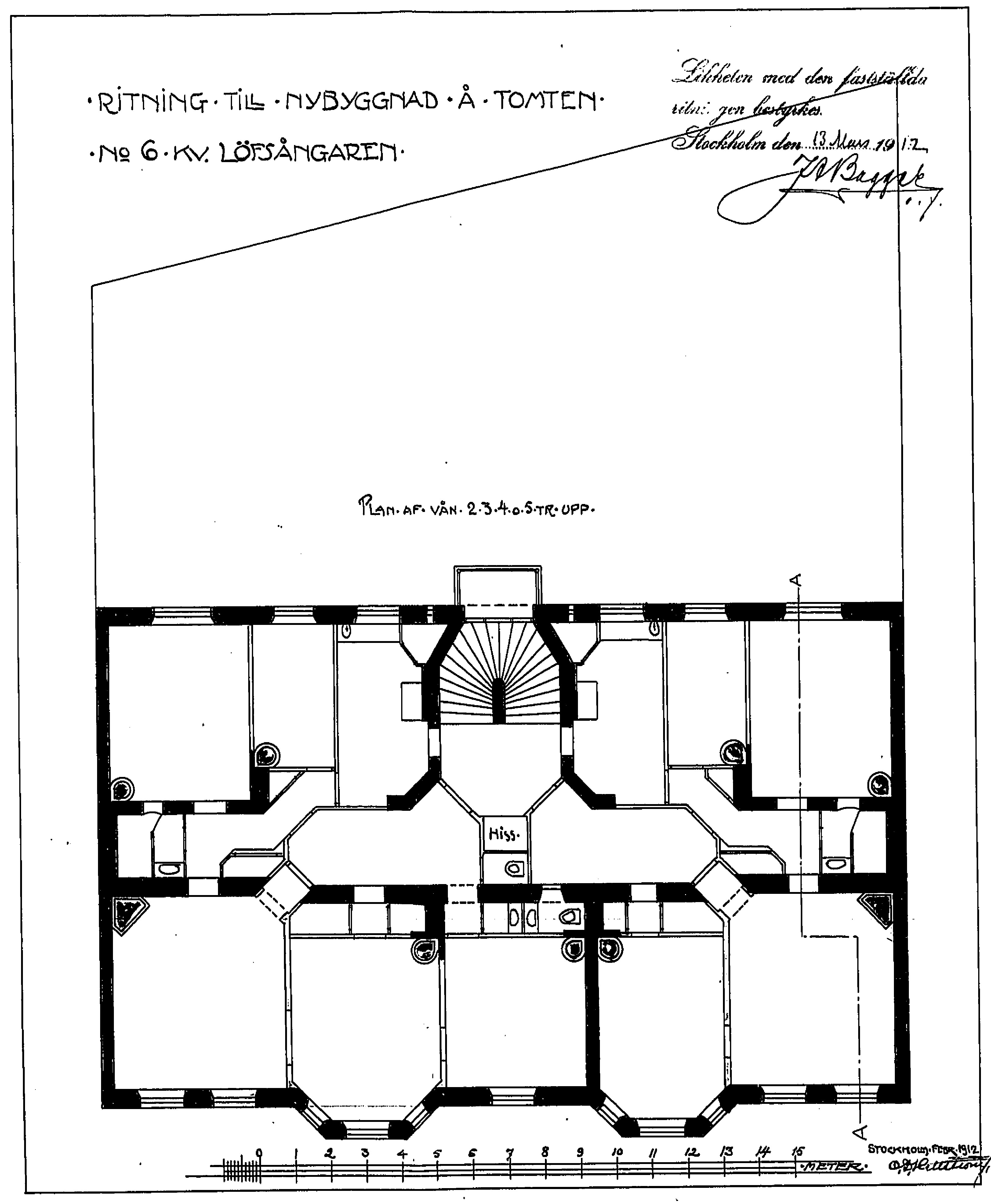
Våning 2–5 trappor.
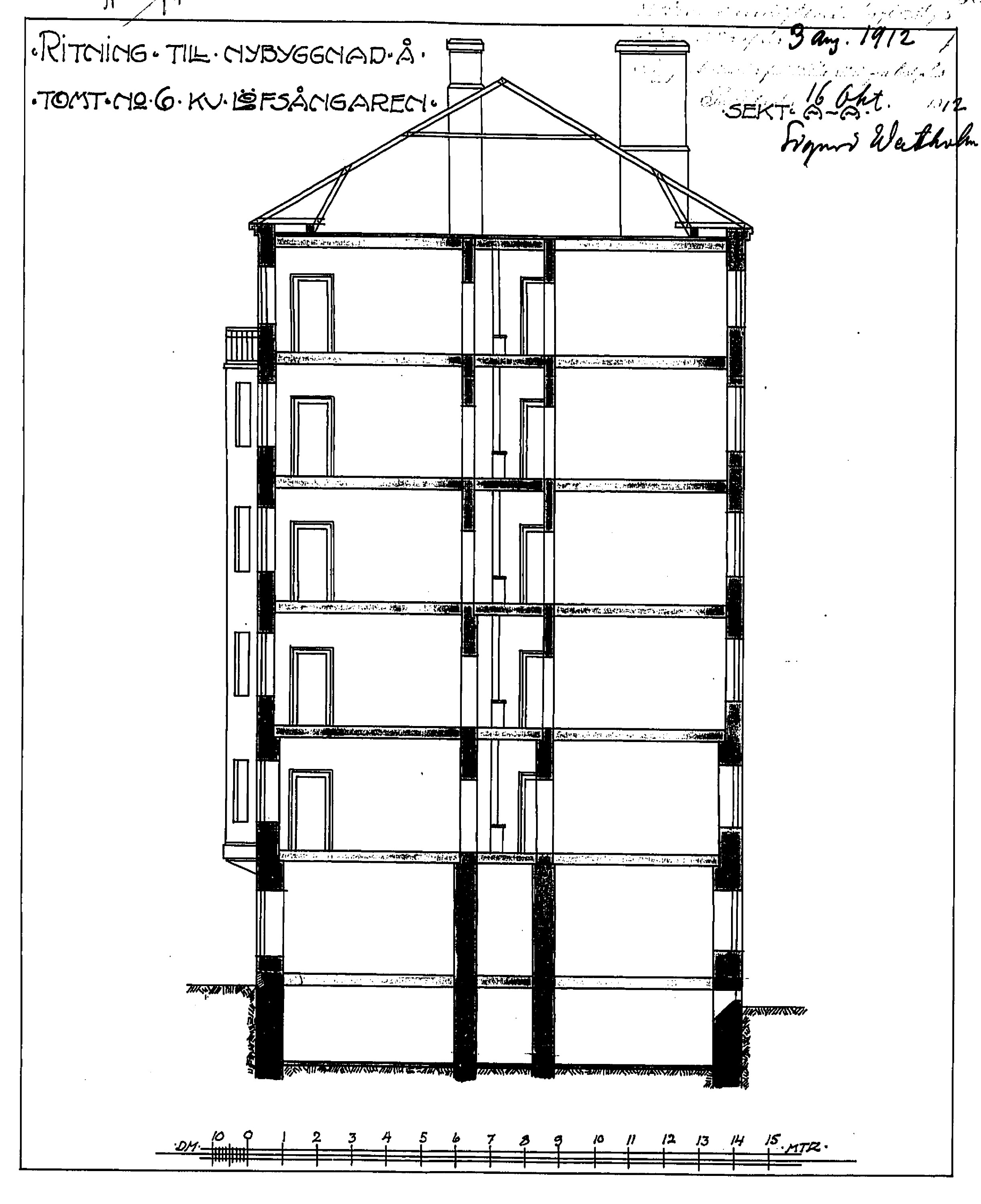
Sektion.